# Tamarixia klarisae
Tamarixia klarisae is een vliesvleugelig insect uit de familie Eulophidae. De wetenschappelijke naam is voor het eerst geldig gepubliceerd in 1996 door Kostjukov.